# Demaryius Thomas
Demaryius Antwon Thomas (geboren am 25. Dezember 1987 in Montrose, Georgia; gestorben am 9. Dezember 2021 in Roswell, Georgia) war ein US-amerikanischer American-Football-Spieler auf der Position des Wide Receivers. Er spielte College Football für Georgia Tech und wurde im NFL Draft 2010 in der ersten Runde von den Denver Broncos ausgewählt, mit denen er den Super Bowl 50 gewann. Er wurde in vier Pro Bowls gewählt und spielte zuletzt für die New York Jets in der National Football League (NFL).

## Karriere

### Frühe Jahre
Thomas besuchte die West Laurens High School, wo er neben Football auch Basketball und Leichtathletik ausübte. Als Wide Receiver im Footballteam fing er als Senior 82 Pässe für 1.243 Yards und zehn Touchdowns. Er wurde von Scout.com auf der Liste der größten Talente Georgias auf Position 22 geführt und erhielt Stipendien-Angebote von  der University of Georgia, Georgia Tech und der Duke University.
Er entschied sich für Georgia Tech, wo er Management studierte und zunächst die Spielzeit 2006 aussetzte. 2007 kam er in allen 13 Spielen zum Einsatz und fing 35 Pässe für 558 Yards. In der nächsten Spielzeit wurde mit Paul Johnson ein neuer Head Coach verpflichtet, der viel Wert auf das Laufspiel legte. Thomas überlegte zunächst, ob er die Universität wechseln sollte, entschied sich dann aber doch zu bleiben. In dieser Saison war er mit 627 Yards und drei Touchdowns der erfolgreichste Passempfänger seines Teams, lag statistisch gesehen im Vergleich zu anderen Wide Receivern der Atlantic Coast Conference jedoch weit zurück. 2009 gelang ihm schließlich der Durchbruch, als er 46 Pässe für 1.154 Yards und acht Touchdowns fing. Am 8. Januar 2010 verkündete er, dass er auf ein weiteres mögliches Jahr am College verzichten wolle, um am NFL Draft 2010 teilzunehmen.

### NFL

#### Denver Broncos
Er wurde von den meisten NFL Scouts als bester oder zweitbester Wide Receiver neben Dez Bryant eingeschätzt und von den Denver Broncos als 22. Spieler in der ersten Runde des NFL Draft 2010 ausgewählt. Am 31. Juli 2010 unterschrieb er einen Fünfjahresvertrag über 12,155 Millionen US-Dollar. In seinem ersten NFL-Spiel fing er acht Pässe für 97 Yards und einen Touchdown gegen die Seattle Seahawks. Allerdings wurde er im Verlauf seiner Rookie-Saison von Verletzungen geplagt, wodurch er fünf Spiele verpasste. Somit kam er letztlich nur auf 283 Yards und zwei Touchdowns. Im Februar 2010 zog er sich einen Achillessehnenriss zu, wodurch die Saison 2011 in Gefahr geriet. Er erholte sich jedoch überraschend schnell und avancierte gegen Ende der Saison zur Lieblingsanspielstation von Broncos-Quarterback Tim Tebow, als er in den letzten sieben Spielen der Saison einen Franchise-Rekord für gefangene und auf ihn geworfene Pässe aufstellte. Vor der Saison 2012 wurde Peyton Manning für die Quarterbackposition verpflichtet, jedoch verpasste Thomas die Vorbereitung durch eine Operation. Die neue, auf das Passspiel ausgelegte Offensive kam ihm zugute, und er fing in dieser Spielzeit 94 Pässe für 1.434 Yards und zehn Touchdowns. Das brachte ihm seine erste Nominierung für den Pro Bowl ein. Die Broncos-Offensive der Saison 2014 war eine der besten der NFL-Geschichte, als Manning Rekorde für die meisten geworfenen Touchdowns und die meisten geworfenen Yards aufstellte. Davon profitierte auch Thomas, der 92 Pässe für 1.430 Yards und 14 Touchdowns fing und wieder für den Pro Bowl nominiert wurde. Die Broncos erreichten Super Bowl XLVIII, wo sie gegen die Seattle Seahawks mit 8:43 verloren. Thomas gelang es jedoch, einen Rekord für die meisten gefangenen Bälle in einem Super Bowl aufzustellen, und das, obwohl er Berichten zufolge die meiste Zeit des Spiels eine ausgekugelte Schulter hatte. Am 5. Oktober 2014 stellte er gegen die Arizona Cardinals einen neuen Franchise-Rekord auf, als er acht Pässe für 226 Yards fing. Außerdem gelangen ihm in sieben Spielen in Folge jeweils mehr als 100 Yards Raumgewinn durch Passfänge, was ebenfalls einen Franchise-Rekord darstellt.
Am 3. März 2015 wendeten die Broncos den Franchise Tag für Thomas an, um die Möglichkeit zu haben, eingehende Angebote für einen Transfer Thomas’ überbieten zu können oder bei einem Wechsel zwei Erstrunden-Picks zu erhalten. Am 15. Juli 2015 einigten sich Thomas und die Broncos schließlich auf eine Vertragsverlängerung über fünf Jahre für $70 Millionen.

#### Houston Texans
Am 30. Oktober 2018 gaben die Broncos den Wechsel von Thomas zu den Houston Texans im Tausch für einen Viert- sowie einen Siebtrundenpick im kommenden Draft des nächsten Jahres bekannt. Ein Riss der Achillessehne in Woche 16 führte zunächst zu seiner Platzierung auf der Injured Reserve List und am 12. Februar 2019 zu seiner Entlassung bei den Texans.

#### New England Patriots
Am 16. April 2019 unterzeichnete er einen Einjahresvertrag bei den New England Patriots. Er wurde vor Saisonbeginn im Rahmen der Kaderverkleinerung auf 53 Spieler entlassen, allerdings kurz darauf am 2. September erneut unter Vertrag genommen.

#### New York Jets
Am 10. September 2019 tauschten die Patriots Thomas gegen einen Sechsrundenpick im Draft 2021 zu den New York Jets.

#### Karriereende
Nachdem er in der Saison 2020 nicht gespielt hatte, gab Thomas am 28. Juni 2021 sein Karriereende bekannt.

## Privatleben
1999 wurden seine Mutter und Großmutter verhaftet und erhielten für den Handel mit Drogen lebenslange Gefängnisstrafen. Er wuchs in der Folge bei seiner Tante und seinem Onkel auf. 2015 und 2016 wurden Mutter und Großmutter von US-Präsident Barack Obama begnadigt.
Am 9. Dezember 2021 wurde er tot in seinem Haus in Roswell (Georgia) aufgefunden. Es wird vermutet, dass er an den Folgen eines Verkehrsunfalls aus dem Jahr 2019 starb.

## Statistiken
| Season | Team           | Games | Games | Receiving | Receiving | Receiving | Receiving | Receiving | Rushing | Rushing | Rushing | Rushing | Rushing | Fumbles | Fumbles |
| Season | Team           | GP    | GS    | Rec       | Yds       | Avg       | Lng       | TD        | Att     | Yds     | Avg     | Lng     | TD      | FUM     | Lost    |
| ------ | -------------- | ----- | ----- | --------- | --------- | --------- | --------- | --------- | ------- | ------- | ------- | ------- | ------- | ------- | ------- |
| 2010   | Denver Broncos | 10    | 2     | 22        | 283       | 12,9      | 31        | 2         | 2       | 1       | 0,5     | 1       | 0       | 3       | 2       |
| 2011   | Denver Broncos | 11    | 5     | 32        | 551       | 17,2      | 47        | 4         | 1       | 5       | 5,0     | 5       | 0       | –       | –       |
| 2012   | Denver Broncos | 16    | 16    | 94        | 1.434     | 15,3      | 71T       | 10        | –       | –       | –       | –       | –       | 3       | 3       |
| 2013   | Denver Broncos | 16    | 16    | 92        | 1.430     | 15,5      | 78T       | 14        | –       | –       | –       | –       | –       | 1       | 0       |
| 2014   | Denver Broncos | 16    | 16    | 111       | 1.619     | 14,6      | 86T       | 11        | –       | –       | –       | –       | –       | –       | –       |
| 2015   | Denver Broncos | 16    | 16    | 105       | 1.304     | 12,4      | 72T       | 6         | –       | –       | –       | –       | –       | 2       | 2       |
| 2016   | Denver Broncos | 16    | 16    | 90        | 1.083     | 12,0      | 55T       | 5         | –       | –       | –       | –       | –       | 2       | 2       |
| 2017   | Denver Broncos | 16    | 16    | 83        | 949       | 11,4      | 40        | 5         | –       | –       | –       | –       | –       | 1       | 1       |
| 2018   | Denver Broncos | 8     | 8     | 36        | 402       | 11,2      | 45        | 3         | –       | –       | –       | –       | –       | –       | –       |
| 2018   | Houston Texans | 7     | 7     | 23        | 275       | 12,9      | 31        | 2         | –       | –       | –       | –       | –       | –       | –       |
| 2019   | New York Jets  | 11    | 10    | 36        | 433       | 12,0      | 47        | 1         | –       | –       | –       | –       | –       | –       | –       |
|        | Gesamt         | 143   | 128   | 724       | 9.763     | 13,5      | 86        | 63        | 3       | 6       | 2,0     | 5       | 0       | 12      | 10      |